# Darko Milinović
Darko Milinović (ur. 25 kwietnia 1963 w Gospiciu) – chorwacki polityk i lekarz, parlamentarzysta, były działacz Chorwackiej Wspólnoty Demokratycznej (HDZ), w latach 2008–2011 minister zdrowia i opieki socjalnej, od 2009 do 2011 również wicepremier.

## Życiorys
W 1987 ukończył studia medyczne na Uniwersytecie w Zagrzebiu. W 1996 specjalizował się w zakresie ginekologii. Zawodowo związany ze szpitalem w Gospiciu, gdzie obejmował stanowiska ordynatora oddziału ginekologiczno-położniczego i od 1998 dyrektora całej placówki.
W 1989 wstąpił do Chorwackiej Wspólnoty Demokratycznej. Był ochotnikiem w czasie wojny w Chorwacji. W latach 1998–2002 był radnym swojej rodzinnej miejscowości. W 2002 został zastępcą żupana żupanii licko-seńskiej i regionalnym przewodniczącym HDZ. W wyborach w 2003 po raz pierwszy wybrany w skład Zgromadzenia Chorwackiego, objął funkcję wiceprzewodniczącego chorwackiego parlamentu. Mandat poselski uzyskał również w 2007.
W styczniu 2008 objął stanowisko ministra zdrowia i opieki socjalnej w rządzie, na czele którego stanął Ivo Sanader. Utrzymał tę funkcję również w powołanym w lipcu 2009 gabinecie kierowanym przez Jadrankę Kosor, otrzymując w nim dodatkowo nominację na urząd wicepremiera. Stanowiska te zajmował do grudnia 2011. W międzyczasie, w 2009, został wiceprzewodniczącym HDZ. Funkcję tę pełnił do 2012, w tym samym roku bezskutecznie ubiegał się o przywództwo w Chorwackiej Wspólnocie Demokratycznej.
W wyborach w 2011, 2015 i 2016 z powodzeniem kandydował do Zgromadzenia Chorwackiego kolejnych kadencji. W 2017 został natomiast wybrany na urząd żupana. W 2018 wykluczono go z HDZ. W 2021 w wyniku wyborów utracił funkcję żupana. W wyniku wyborów uzupełniających w 2024 został burmistrzem miasta Gospić; w 2025 uzyskał wybór na pełną kadencję na tym stanowisku.